# Samy Elmaghribi
Samy Elmaghribi, pseudonimo di Salomon Amzallag (in arabo سامي المغربي‎?; Safi, 1922 – Montreal, 9 marzo 2008), è stato un cantante e musicista marocchino.

## Biografia
Salomon Amzallag nacque a Safi nel 1922 da una famiglia ebraica marocchina, che si trasferì a Rabat nel 1926. Fin dalla più giovane età iniziò a familiarizzare con la musica arabo-andalusa e con l'arte dell'oud. In seguito perfezionò la sua tecnica frequentando il Conservatoire de Musique di Casablanca, apprendendo da alcuni dei più celebri maestri della musica arabo-andalusa. Nel 1942 decise di abbandonare la sua posizione di direttore delle vendite per dedicarsi interamente alla musica. Ebbe accesso al palazzo reale marocchino, divenendo uno dei cantanti preferiti di re Muhammad V. Elmaghribi creò una sua orchestra, i Samy Boys, e aprì uno studio di registrazione. Lasciò il Marocco negli anni 1960 per stabilirsi a Montreal, dove divenne rabbino nel 1967. Si stabilì per un periodo anche in Israele, per poi tornare nuovamente a Montreal, dove morì nel 2008.

## Stile musicale
Il repertotio di Elmaghribi si componeva in buona parte delle qaṣāʾid di Qaddur al-Alami e Cheikh Bouazza. Il suo stile musicale combinava vari stili musicali tradizionali, tra i quali il gharnati, il mawwal, il malhun, il hawzi, lo chaabi e il matrouz. Tra le sue canzoni un particolare successo lo conobbe Kaftanak mahloul.